# Mangifera
Mangifera L., 1753 è un genere di piante tropicali appartenente alla famiglia delle Anacardiaceae, diffuso nell'Asia tropicale e subtropicale.

## Tassonomia
Il genere comprende le seguenti specie:
- Mangifera acutigemma Kosterm.
- Mangifera altissima Blanco
- Mangifera andamanica King
- Mangifera applanata Kosterm.
- Mangifera austroindica Kosterm.
- Mangifera blommesteinii Kosterm.
- Mangifera bullata Kosterm.
- Mangifera caesia Jack
- Mangifera caloneura Kurz
- Mangifera campnospermoides Kosterm.
- Mangifera camptosperma Pierre
- Mangifera casturi Kosterm.
- Mangifera cochinchinensis Engl.
- Mangifera collina Kosterm.
- Mangifera decandra Ding Hou
- Mangifera dewildei Kosterm.
- Mangifera dongnaiensis Pierre
- Mangifera duperreana Pierre
- Mangifera flava Evrard
- Mangifera foetida Lour.
- Mangifera gedebe Miq.
- Mangifera gracilipes Hook.f.
- Mangifera griffithii Hook.f.
- Mangifera havilandii Ridl.
- Mangifera indica L.
- Mangifera inocarpoides Merr. & L.M.Perry
- Mangifera khasiana Pierre
- Mangifera khoonmengiana Kochummen
- Mangifera lagenifera Griff.
- Mangifera lalijiwa Kosterm.
- Mangifera laurina Blume
- Mangifera linearifolia (Mukh.) Kosterm.
- Mangifera macrocarpa Blume
- Mangifera magnifica Kochummen
- Mangifera mariana Buch.-Ham.
- Mangifera merrillii Mukherji
- Mangifera minor Blume
- Mangifera minutifolia Evrard
- Mangifera monandra KMerr.
- Mangifera nicobarica Kosterm.
- Mangifera odorata Griff.
- Mangifera orophila Kosterm.
- Mangifera pajang Kosterm.
- Mangifera paludosa Kosterm. ex S.K.Ganesan
- Mangifera parvifolia Boerl. & Koord.-Schum.
- Mangifera pedicellata Kosterm.
- Mangifera pentandra Hook.f.
- Mangifera persiciforma C.Y. Wu & T.L. Ming
- Mangifera pseudoindica Kosterm.
- Mangifera quadrifida Jack
- Mangifera reba Pierre
- Mangifera rubropetala Kosterm.
- Mangifera rufocostata Kosterm.
- Mangifera similis Blume
- Mangifera subsessilifolia Kosterm.
- Mangifera sulavesiana Kosterm.
- Mangifera sumbawaensis Kosterm.
- Mangifera superba Hook.f.
- Mangifera swintonioides Kosterm.
- Mangifera sylvatica Roxb.
- Mangifera timorensis Blume
- Mangifera transversalis Kosterm.
- Mangifera zeylanica (Blume) Hook.f.